# 坎贝尔·约翰斯通
坎贝尔·约翰斯通（英語：Campbell Johnstone，20世纪—），澳大利亚男子赛艇运动员。他曾代表澳大利亚参加世界赛艇锦标赛，获得一枚金牌和一枚铜牌，均来自轻量级项目。